# 鶴ヶ城体育館
鶴ヶ城体育館（つるがじょう たいいくかん）は、福島県会津若松市城東町14-51に所在する体育館。
なお、当地の前身である、福島県営会津競輪場（ふくしまけんえい あいづ けいりんじょう）についても記述する。

## 概要
1971年12月、旧会津競輪場跡地にて着工。
1973年3月18日、県営会津体育館として落成。記念行事として、体操競技模範演技会が開かれた。総工費は4億3千万円。地下1階、地上3階建て。
1993年11月15日、同市門田町にあいづ総合体育館が開場したため、名称を「鶴ヶ城体育館」に変更。
1995年のふくしま国体では柔道の会場となった。
2011年9月の全日本プロレス会津若松大会の会場として使用された。
フリーWiFiに対応している。

### 施設概要
- 面積 - 1458.49平方メートル
- バスケット・バレーボール - 2面
- バドミントン - 8面
- 卓球 - 22面
- 2、3階 - 固定席 1536席、卓球室、トレーニング室

2011年（平成23年）9月現在、同年3月11日に発生した東北地方太平洋沖地震（東日本大震災）により外部軒天井が破損し、改修工事が行われている。

## 会津競輪場
- 1950年4月8日、若松城（鶴ヶ城）本丸跡内に、1周333.3m周長の競輪場として、東北地方では最初に開場、第一回の県営競輪を開催。

- 自転車競技法は戦争により被災した都市の復興のために財源を創出することを目的とした法律であったため、競輪開催が可能な都市は戦争で被災したことが条件であったが、例外として「都道府県ごとに一か所は開催可能」とされたこともあり、被災していない会津若松市は福島県と交渉し、競輪場は県営、そして主催者は県とすることで競輪開催にこぎつけた。なお、用地については市が提供し、競輪場建設の費用及び競輪開催における収益は県と市で折半することとなった。

- 1954年、文化財保護委員会が競輪開催の条件として定めた5年間の使用期限満了期間となったが、会津若松市側が同地使用の2年間延長を申し入れ、これが了承される。

- しかし、その間に移転先が見つからなかったため、1956年11月27日の開催を最後に、会津競輪は開催休止状態に追い込まれてしまう。

- その後、城東町への移転が漸く決まり、1958年3月20日に開場。しかし移転以前から、競輪場移転に反対だった県側と、県の意向任せという、後手の姿勢に終始する市側との間に競輪廃止への機運が高まり、翌1959年、当時の佐藤善一郎県知事と会津若松市長との間で、競輪廃止問題が浮上。

- 結局、市民会館建設費が終了する1963年まで開催することで双方同意。同年11月11日の開催を最後に、会津競輪は休止（事実上、廃止）されることになった。